# هاگی
هاگی در استان یاماگوچی در کشور ژاپن  واقع شده است  که دارای جمعیت ۵۵٬۸۳۱ نفر و مساحت ۶۹۸٫۸۷ کیلومتر مربع با تراکم جمعیت ۷۹٫۹  نفر در کیلومترمربع است و در تاریخ ۶ مارس ۲۰۰۵ به عنوان شهر شناخته شد.